# Валамат-Заде, Гафар Рустамович
Гафа́р Руста́мович Валама́т-Заде́ (тадж. Ғаффор Валаматзода; 1916 — 1993) — советский, таджикский артист балета, танцовщик, балетмейстер, хореограф, оперный режиссёр, педагог. Народный артист СССР (1976). Лауреат Сталинской премии (1949).

## Биография
Гафар Валамат-Заде родился 26 апреля (9 мая) 1916 года в посёлке Кайраккум (ныне в Согдийской области Таджикистана) (по другим источникам — в Ходженте).
В 1930—1932 годах учился в музыкально-театральном техникуме в Ходженте, в 1944—1946 — проходил практику Московском хореографическом училище при Большом театре СССР, в 1947—1951 — учился на балетмейстерском отделении ГИТИСа им. А. В. Луначарского в Москве.
Был исполнителем народных танцев. С 1932 года — в труппе Узбекского музыкального театра в Ташкенте (ныне Большой театр оперы и балета им. Алишера Навои), затем работал в Ходжентском музыкально-драматическом театре им. А. Пушкина (ныне Худжандский театр музыкальной комедии им. К. Худжанди).
С 1934 года — артист балета и балетмейстер, с 1951 по 1963 год — главный балетмейстер Таджикского театра оперы и балета имени С. Айни (Сталинабад, ныне Душанбе).
С 1963 года — директор и художественный руководитель Таджикской филармонии им. А. Рудаки.
С 1965 года — организатор, художественный руководитель и главный балетмейстер Государственного ансамбля танца «Лола».
В постановках органически сочетаются элементы классического и народного таджикского танца. Поставил множество танцев, из них наиболее известны: сюиты «Праздник тюльпанов», «Песни гор», «Памирская свадьба», «Пришло счастье», «Весна в Таджикистане», танцы «Радость», «Змея». В репертуар ансамбля, кроме таджикских танцев, входят танцы народов мира и стран Востока.
Гастролировал с ансамблем по городам СССР и за рубежом: Афганистан, Иран, Пакистан, Монголия, Франция, Бельгия, Греция, Италия, ГДР, Индия, Швеция.
Внёс большой вклад в подготовку танцовщиков-профессионалов.
Член ВКП(б) с 1942 года. Депутат Верховного Совета Таджикской ССР 2—5-го (1947—1962) и 7-го (1967—1970) созывов.
Гафар Валамат-Заде умер 12 декабря 1993 года в Душанбе. Похоронен на кладбище «Лучоб».

## Награды и звания
- Народный артист Таджикской ССР (1945)[3]
- Народный артист СССР (1976)
- Сталинская премия второй степени (1949) — за постановку балетного спектакля «Лейли и Меджнун» С. А. Баласаняна (1947)[4]
- Государственная премия Таджикской ССР им. А. Рудаки (1969)
- Два ордена Ленина (в т.ч. 1957)
- Три ордена Трудового Красного Знамени (в т.ч. 23.04.1941[5])
- Медали

## Творчество

### Балетные постановки
- 1941 — «Ду гуль» («Две розы») А. С. Ленского (постановка танцев)
- 1947 — «Лейли и Меджнун» С. А. Баласаняна
- 1953 — «Эсмеральда» на музыку Ц. Пуни, отдельных номеров — Р. Дриго
- 1954 — «Бахчисарайский фонтан» Б. В. Асафьева
- 1954, 1954 — «Дильбар» А. С. Ленского
- 1958 — «Голубой ковёр» М. Вольберга
- 1960 — «Корсар» на музыку А. Адана, Л. Делиба, Р. Дриго, Ц. Пуни[6]

### Оперные постановки
- 1958 — «Восстание Восе» С. А. Баласаняна
- 1959 — «Проделки Майсары» С. А. Юдакова

### Фильмография
- 1943 — Таджикский киноконцерт
- 1959 — Лейли и Меджнун (режиссёр и сценарист, совм. с Т. Березанцевой и С. А. Баласаняном)